# Jan Gullberg
Jan Gullberg, född 1936, död 21 maj 1998, var en svensk kirurg och anestesiolog och som blev känd som författare av populärvetenskapliga och medicinska verk. Utanför Sverige är han kanske mest känd som författare av verket Mathematics: From the Birth of Numbers, som publicerades av W. W. Norton år 1997.

## Biografi
Gullberg studerade medicin vid Lunds universitet med specialisering mot kirurgi. Han blev klar med studierna 1964. Han verkade som kirurg i Saudiarabien, i Norge, vid Virginia Mason Hospital i Seattle, USA, liksom i Sverige. Gullberg betraktade sig själv främst som läkare snarare än som författare. Hans första bok om vetenskap vann Svenska Läkaresällskapets Jubileumspris 1980 och samma år promoverades han till hedersdoktor vid Lunds universitet.
Han var först gift med Anne-Marie Hallin (1933-1983), och tillsammans fick de tre barn, därefter med Ann Richardson (född 1951) och tillsammans adopterade de tvillingsönerna Kamen and Kalin.
Han dog av hjärtinfarkt i Nordfjordeid i Norge vid det sjukhus där han var verksam.

## Gullbergs bok om matematiken
Gullberg's andra (och sista) bok, Mathematics: From the Birth of Numbers, tog tio år att skriva och upptog en stor del av hans fritid. Boken blev en stor framgång och dess första upplaga på 17 000 exemplar såldes ut inom sex månader. 

## Andra verk
- Vätska, gas, energi – kemi och fysik med tillämpningar i vätskebalans-, blodgas- och näringslära, Kiruna, 1978. ISBN 91-7260-173-6